# Pogołka
Pogołka (ros. Поголка) – wieś (ros. деревня, trb. dieriewnia) w zachodniej Rosji, w osiedlu wiejskim Słobodskoje rejonu diemidowskiego w obwodzie smoleńskim.

## Geografia
Miejscowość położona jest 0,5 km od drogi regionalnej 66N-0510 (Koriewo – Worobji – Staryj Dwor – Pogołka), 1,5 km od drogi regionalnej 66N-0504 (66K-11 – Prżewalskoje), 2,5 km od drogi regionalnej 66N-0508 (Zaborje – Anosinki), 2 km od centrum administracyjnego osiedla wiejskiego (Staryj Dwor), 34,5 km od centrum administracyjnego rejonu (Diemidow), 83,5 km od stolicy obwodu (Smoleńsk), 54,5 km od granicy z Białorusią.
W granicach miejscowości znajduje się ulica Sadowaja.

## Demografia
W 2010 r. miejscowość zamieszkiwało 19 osób.